# LRRC50
LRRC50‏ (Dynein axonemal assembly factor 1) هوَ بروتين يُشَفر بواسطة جين LRRC50 في الإنسان.